# Леди-кошка
«Леди-кошка» (нидерл. Minoes, англ. Miss Minoes) — нидерландский семейный фильм 2001 года, снятый режиссёром Винсентом Балем по сказочной повести Анни М. Г. Шмидт «Мурли». Заглавную роль исполнила Карис ван Хаутен.
Выход фильма в кинотеатральный прокат состоялся 6 декабря 2001 года. Кинолента получила премию «Золотой телёнок» в номинациях «Лучший полнометражный фильм» и «Лучшая женская роль».

## Сюжет
Журналист Тиббе начинает публиковать в местной газете сенсационные разоблачающие статьи. Через некоторое время выяснилось, что всю информацию он узнавал от Мурли — девушки с душой кошки.
Однажды Мурли выпила загадочное зелье и превратилась в хорошенькую девушку с кошачьими повадками. Она пришла жить к Тиббе, и стала ему поставлять сенсационные новости, которые узнавала от всех котов округи.

## В ролях
- Карис ван Хаутен — Мурли
- Тео Маассен — Тиббе
- Сара Банньер — Биби
- Пьер Бокма — господин Эллемейт
- Мариса Ван Эйле — жена Эллемейта
- Линеке Рейксман — главный редактор газеты
- Ольга Зёдерхук — мефрау фан Дам, хозяйка дома
- Кеес Хюльст — муж хозяйки
- Як Воутерсе — бургомистр
- Ханс Кестинг — Харри, селёдочник

### Роли озвучивали
- Катя Схюрман — сестра Мурли
- Аннет Мальэрб — Помоечница
- Лоес Лука — тётушка Мортье
- Вим Т. Шиппер — Симон, школьный кот
- Ханс Теувен — Тинус
- Паул Ханен — мефрау Пастор, церковная кошка
- Фриц Лабрехтс — Джуп, гостиничный кот
- Ким ван Котен — Булочка